# ألف ياكوبسن
ألف ياكوبسن (بالنرويجية: Alf Jacobsen)‏ (و. 1885 – 1948 م) هو ربان ‏ نرويجي، ولد في موس، شارك في الألعاب الأولمبية الصيفية 1920، توفي عن عمر يناهز 63 عاماً.

## روابط خارجية
- ألف ياكوبسن على موقع أوليمبيديا (الإنجليزية)